# هدلی جنوبی (ماساچوست)
هدلی جنوبی، (به انگلیسی: South Hadley) شهرکی در شهرستان همشایر ایالت ماساچوست می‌باشد که در سال ۱۷۷۵ بنیان‌گذاری شده‌است. این شهرک در سرشماری سال ۲۰۱۰ میلادی، ۱۷٬۵۱۴ نفر جمعیت داشته‌است.